# Temporada 1984 del Campeonato de España de Rally
La temporada 1984 fue la edición 28.ª del Campeonato de España de Rally. Comenzó el 17 de febrero en el Rally Costa Brava y finalizó el 25 de noviembre en el Rally de Gerona. El calendario contaba con doce pruebas de las que cinco de ellas eran además puntuables para el Campeonato de Europa de Rally: Costa Brava, RACE Costa Blanca, Príncipe de Asturias, Cataluña y El Corte Inglés. El ganador fue Antonio Zanini, a bordo de un Ferrari 308 GTB, que logró así su noveno y último título en el Campeonato de España de asfalto.

## Calendario
| N.º | Fecha               | Prueba                                                  | Superficie     | Series |
| --- | ------------------- | ------------------------------------------------------- | -------------- | ------ |
| 1   | 17-19 de febrero    | 32.º Rally Costa Brava                                  | Asfalto/tierra | ERC    |
| 2   | 17-19 de marzo      | 32.º Rally RACE Costa Blanca                            | Asfalto/tierra | ERC    |
| 3   | 7-8 de abril        | 14.º Critérium Montseny-Guilleries                      | Asfalto        |        |
| 4   | 28-29 de abril      | 7.º Rally Sierra Morena                                 | Asfalto        |        |
| 5   | 19-20 de mayo       | 21.º Critérium Luis de Baviera-1º Rally Villa de Madrid | Asfalto        |        |
| 6   | 9-10 de junio       | 8.º Rally Villa de Llanes                               | Asfalto        |        |
| 7   | 18-19 de agosto     | 9.º Rally de San Agustín                                | Asfalto        |        |
| 8   | 21-23 de septiembre | 21.º Rally Príncipe de Asturias                         | Asfalto        | ERC    |
| 9   | 5-7 de octubre      | 8.º Rally El Corte Inglés                               | Asfalto        | ERC    |
| 10  | 26-28 de octubre    | 20.º Rally Cataluña                                     | Asfalto/tierra | ERC    |
| 11  | 10-11 de noviembre  | 25.º Rally Vasco Navarro                                | Asfalto        |        |
| 12  | 24-25 de noviembre  | 18.º Rally de Gerona                                    | Asfalto        |        |

## Equipos
| Equipo                           | Vehículo            | Piloto            | Copiloto           | Rondas              |
| Equipos oficiales                | Equipos oficiales   | Equipos oficiales | Equipos oficiales  | Equipos oficiales   |
| -------------------------------- | ------------------- | ----------------- | ------------------ | ------------------- |
| Peugeot Talbot España            | Talbot Samba Rallye | Borja Moratal     | Alfredo Rodríguez  | 1-6, 8-10           |
| FASA Renault                     | Renault 5 Turbo     | Genito Ortiz      | Guillermo Barreras | 1-10                |
| Equipos privados                 |                     |                   |                    |                     |
| Serena Ferrari                   | Ferrari 308 GTB     | Antonio Zanini    | Josep Autet        | 2-5, 7-11           |
| Real Automóvil Club de Catalunya | Opel Manta 400      | Salvador Servia   | Jordi Sabater      | 1-3, 6, 8, 10-12    |
| Escudería Catalunya              | Opel Ascona B       | Carlos Santacreu  | Antonio Santacreu  | 1-5, 7-8, 10-12     |
|                                  | Volkswagen Golf GTi | Octavi Candela    | Juan A. Villalba   | 1-3, 5-6, 8, 10, 12 |
| Rothmans Rally Team              | Porsche 911 SC RS   | Beny Fernández    | José Luis Sala     | 2-8                 |
| Escudería Baix Empordá           | Talbot Samba Rallye | Rafael Martorell  | Joan Sureda        | 1-2, 8, 12          |
| Escudería Baix Empordá           | Talbot Samba Rallye | Rafael Martorell  | Gràcia Bou         | 7, 11               |
| Escudería Baix Empordá           | Renault 5 Turbo     | Josep Frigola     | Carles Bou         | 1, 3, 10, 12        |

## Resultados

### Campeonato de pilotos
| Pos. | Piloto           | COS | RAC | CMG | SMR | CLB | LLA | SAG | PDA | COI | CAT | VAN | GIR | Puntos |
| ---- | ---------------- | --- | --- | --- | --- | --- | --- | --- | --- | --- | --- | --- | --- | ------ |
| 1.   | Antonio Zanini   |     | 1   | 1   | 1   | 1   |     | 1   | Ret | 5   | Ret | 1   |     | 1.399  |
| 2.   | Salvador Servia  | 1   | Ret | 3   |     |     | 2   |     | 1   |     | 1   | Ret | 1   | 1.263  |
| 3.   | Carlos Santacreu | 3   | 5   | 7   | 7   | Ret |     | 6   | 5   |     | 10  | 4   | 4   | 1.016  |
| 4.   | Octavi Candela   | 4   | 10  | ?   |     | 6   | 5   |     | 7   |     | 12  |     | 9   | 891    |
| 5.   | Borja Maratal    | Ret | Ret | 8   | 5   | Ret | 3   |     | 3   | 12  | 8   |     |     | 824    |
| 6.   | Beny Fernández   |     | 2   | 2   | 2   | 4   | Ret | 3   | Ret |     |     |     |     | 776    |
| 7.   | Genito Ortiz     | Ret | Ret | Ret | 3   | Ret | 1   | 2   | Ret | Ret | 3   |     |     | 768    |
| 8.   | Josep Frigola    | 2   |     | 6   |     |     |     |     |     |     | 7   |     | 2   | 666    |
| 9.   | Rafael Martorell | 6   | ?   |     |     |     |     | 10  | 8   |     |     | 8   | 6   | 660    |
| 10.  | José Genoher     | 7   |     |     |     |     | 10  | 11  | 10  |     | 18  | 6   | 8   | 650    |

### Campeonato de copilotos
| Pos. | Copiloto               | Puntos |
| ---- | ---------------------- | ------ |
| 1.   | Josep Autet            | 1.399  |
| 2.   | Jordi Sabater          | 1263   |
| 3.   | Antonio Santacreu      | 1016   |
| 4.   | Juan Antonio Villalba  | 891    |
| 5.   | Alfredo Rodríguez      | 824    |
| 6.   | José Luis Sala         | 776    |
| 7.   | Guillermo Barreras     | 768    |
| 8.   | José M. López Orozco   | 702    |
| 9.   | Carles Bou             | 666    |
| 10.  | José L. García Marugán | 472    |

### Campeonato de marcas
| Pos. | Marca     | Puntos |
| ---- | --------- | ------ |
| 1.   | Talbot    | 952    |
| 2.   | Ford      | 395    |
| 3.   | GM (Opel) | 366    |
| 4.   | Renault   | 252    |
| 5.   | SEAT      | 149    |
| 6.   | Citroën   | 36     |

### Copa grupo N
| Pos. | Piloto            | Puntos |
| ---- | ----------------- | ------ |
| 1.   | Octavi Candela    | 1.715  |
| 2.   | «Freddy»          | 534    |
| 2.   | José Luis Rubio   | 534    |
| 4.   | Roland Holke      | 390    |
| 5.   | Frederic Prats    | 314    |
| 6.   | Wilfredo Jovellar | 282    |
| 7.   | Antonio J. Guerra | 245    |
| 8.   | Juan Collín       | 236    |
| 9.   | José Genoher      | 216    |
| 10.  | José L. Toril     | 210    |

### Copa grupo A
| Pos. | Piloto                | Puntos |
| ---- | --------------------- | ------ |
| 1.   | Carlos Santacreu      | 1.651  |
| 2.   | Josep Arque           | 1078   |
| 3.   | Rafael Martorell      | 974    |
| 4.   | José Genoher          | 834    |
| 4.   | José Alsina           | 834    |
| 6.   | Alfonso Sangrador     | 783    |
| 7.   | José B. Pino Castañón | 568    |
| 8.   | César Argenta         | 556    |
| 9.   | Josep Bassas          | 476    |
| 10.  | Fernando Dameto       | 458    |

### Copa conductores femeninos
| Pos. | Piloto          | Puntos |
| ---- | --------------- | ------ |
| 1.   | Julia Escribano | 8      |

### Copa copilotos femeninos
| Pos. | Piloto         | Puntos |
| ---- | -------------- | ------ |
| 1.   | Marisa Sempere | 120    |

### Desafío Talbot
| Pos. | Piloto           |
| ---- | ---------------- |
| 1.   | Rafael Martorell |